# جیاوان
جیاوان روستایی است که در استان اردبیل، شهرستان اردبیل، بخش هیر، دهستان فولادلوی جنوبی(پولادلی) قرار دارد.این روستا در قرن های گذشته به [[جیاوان قشلاق]](قشلاق جیاوان) مشهور بوده است. جیاوان نام بومی این روستا است اما در آرشیو ملی با نام جیوان به ثبت رسیده است. هسته ی اولیه ی این روستا مسجد است. به طور کلی این روستا دارای دو بخش هست، بخش اول آن [[یوخاری باش]](بالا ده) است که در جهت غربی روستا و سمت پشتی مسجد را شامل می شود و بخش دوم آن [[آشاغی باش]](پایین ده) است که در جهت شرقی روستا و سمت جلویی مسجد را شامل می شود. روستای جیاوان دارای ییلاقی در جهت شرقی خود و آن سوی جاده ی اصلی است که در آرشیو ملی با نام [[تازه کند عزت آباد]] به ثبت رسیده است اما نام بومی آن (خال کَسَن) یا (ییلاق قدیم قلی جیاوان) است که این ییلاق نیز دارای دوبخش است، بخش اول آن [[یوخاری داغ]](ییلاق بالا) است و بخش دوم آن [[آشاغی داغ]](ییلاق پایین) است. 

## جمعیّت
بر اساس سرشماری سال ۱۳۸۵ جمعیّت این روستا ۲۲۶ نفر با ۴۷ خانوار بوده‌است.